# Brasidas foveolatus
Brasidas foveolatus ist eine Gespenstschrecken-Art aus der Familie Heteropterygidae, die auf der philippinischen Insel Mindanao heimisch ist.

## Merkmale
Im Habitus entspricht die Art typischen Vertretern der Gattung Brasidas bzw. Obrimus. Wie bei allen Vertretern dieser Gattungen sind auch bei Brasidas foveolatus ein Paar charakteristischer Vertiefungen im Metasternum (Metasternal Pseudoforamina) zu finden. Diese sind als flache, außen von einer Falte und von einer Reihe Körner umgebene Gruben ausgebildet. Die Weibchen der Art sind nicht bekannt. Der Holotypus und damit das einzige sicher dieser Art zuzuordnende Tier, ist ein 63,5 mm langes Männchen. Auf dessen zweiten, dritten und vierten Tergum des Abdomens befindet sich je ein Paar Stacheln.

## Systematik
Josef Redtenbacher beschrieb die Art 1906 anhand eines von Mindanao stammenden, im Muséum national d’histoire naturelle (MNHN) in Paris hinterlegten Männchens als Obrimus foveolatus. Dieses als Holotypus angesehene Tier ist im MNHN nicht auffindbar und gilt als vermisst. James Abram Garfield Rehn und sein Sohn John William Holman Rehn überstellten die Art 1938/39 in die von ihnen neu errichtete Gattung Brasidas, die sie durch die semicingulären (= "halbgegürtelten") Metasternallöcher von denen der ebenfalls neu beschriebenen Gattung Euobrimus (heute Synonym zu Brasidas) abgrenzten, bei denen diese als cingulär (= "gegürtelt") beschrieben wurden. In Brasidas überführten sie neben Obrimus foveolatus, auch Obrimus quadratipes (heute wieder in Obrimus) und beschrieben vier weitere neue Arten. Außerdem beschrieben sie anhand eines einzelnen Männchens, welches von Baker in Davao auf Mindanao gesammelt worden war, die Unterart Brasidas foveolatus asper. Dieses Männchen wurde als Holotypus der Unterart im National Museum of Natural History (NMNH) in Washington, D.C. hinterlegt. Von Brasidas foveolatus foveolatus untersuchten Rehn und Rehn drei ebenfalls von Baker, auf Mindanao in Tangcolan in der Provinz Bukidnon gesammelte Männchen. Eines davon stammte aus der Sammlung von Morgan Hebard, die zwei anderen aus dem NMNH. Alle drei bleiben mit Gesamtlängen von 54 bis 58 mm etwas kleiner als das von Redtenbacher beschriebene, 63,5 mm lange Männchen und passen damit besser zu der sehr variablen Brasidas lacerta. Rehn und Rehn unterscheiden die Nominatform von der neu beschriebenen Unterart Brasidas foveolatus asper anhand der Strukturierung von Pro- und Mesonotum, insbesondere an der Ausprägung von Dornen und Tuberkeln. Frank H. Hennemann synonymisierte die Unterart 2023 mit Brasidas lacerta. Da Redtenbacher in der Artbeschreibung 1906 die Metasternalgruben von foveolatus als ebenso ausgebildet beschreibt, wie die von Obrimus quadratipes, könnte die Art auch ein Vertreter der Gattung Obrimus sein, in der er sie ursprünglich beschrieben hatte. Allerdings lag Redtenbacher vermutlich nur die Beschreibung von Obrimus quadratipes vor und kein Exemplar um die Metasternalgruben vergleichen zu können. Obrimus bufo und die von ihm als synonym angesehene Obrimus quadratipes nennt er Arten ohne Löcher oder Gruben im Metasternum. Auch hier ist nicht bekannt, ob ihm lediglich die Beschreibung oder auch Belegexemplare vorlagen. Aus diesem Grund belässt Hennemann die Art in der Gattung Brasidas.

## Terraristik
Alle bisher unter dem Namen Brasidas foveolatus eingeführten, gehaltenen und verteilten Tiere, sind von Hennemann 2023 als Vertreter von Brasidas lacerta identifiziert worden. Dies gilt auch für den von der Phasmid Study Group bis Mitte 2024 unter der PSG-Nummer 301 geführte Zuchtstamm vom Apo.